# スコシアバンク・アリーナ
スコシアバンク・アリーナ（英語：Scotiabank Arena 、旧エア・カナダ・センター）はカナダのトロントにある屋内競技場。

## 概要
1999年2月19日に「エア・カナダ・センター」（Air Canada Centre）としてこけら落とし。NHLのトロント・メープルリーフスとNBAのトロント・ラプターズ、ラクロス（NLL）のトロント・ロックの本拠地として使用されている。カナダの屋内競技場としては最大のアリーナである。エア・カナダが20年契約で命名権を取得。

## 歴史
この建物は元々、1941年に建てられたトロント郵便集配ビル（チャールズ・ドルフィン設計）で、建設当初は戦時貯蔵庫として国防省に提供後、1946年にカナダ郵便公社に返還されたもの。アールデコ調の東側ファサードと南側外壁が残されている。この建物はオンタリオ史跡保護法で保護されている。
当時既に老朽化していたメープルリーフ・ガーデンズに変わるアリーナとして1997年3月から改装工事が開始され、バスケットボールのみならずホッケーに合わせて再設計され、大規模な改築が行われた。1999年2月に開場。
2008年にエア・カナダ・センター西側をメープルリーフ・スクエアと接続する改築を実施。メープルリーフ・スクエアはメイプルリーフ・スポーツ&エンタテーメント（MLSE）、キャディラック・フェアビュー、ランテラ・デベロップメンツ社の共同所有で、ホテル、ショッピングモール、住宅棟などが含まれた複合建築で、2010年にオープンした。
2017年8月29日にMLSEはスコシアバンクと20年契約を結び、2018年7月よりスコシアバンク・アリーナ（Scotiabank Arena）と改称されることになった。